# Борки (Алтайский край)
Борки — исчезнувший посёлок в Благовещенском районе Алтайского края. Располагался на территории современного Новокулундинского сельсовета. Точная дата упразднения не установлена.

## География
Располагался в 8 км к северу от села Новокулундинка.

## История
Основан в 1911 году. В 1928 г. посёлок Веренский состоял из 40 хозяйств. В составе Екатериновского сельсовета Знаменского района Славгородского округа Сибирского края.

## Население
В 1926 году в посёлке проживало 228 человек (121 мужчина и 107 женщин), основное население — украинцы